# Lough Gur
Il Lough Gur è un lago dell'Irlanda, situato nella contea di Limerick. È particolarmente importante per i ritrovamenti preistorici effettuati nelle zone vicine alle sue sponde, che testimoniano presenze antichissime di uomo sedentario nell'isola.